# بوبي مكمان
بوبي مكمان (بالإنجليزية: Bobby McMahon)‏ هو لاعب كرة قدم بريطاني، ولد في القرن 20.